# リピータ
リピータ（英:repeater）は、電気通信における中継器であり、電気信号（信号）を受信し、より高いレベルや出力で再送信する装置のこと。また、障害を越えた反対側に信号が到達するように再送する装置のこと。

## 概要
リピータは再送によって信号の到達範囲を拡大するために使われる。
電気通信の分野では、リピータは次の２つに大別される。
- 入力信号をアナログ的に増幅する装置
- デジタル入力信号を増幅、整形、リタイミングして再送する装置。

コンピュータネットワークの分野においては、リピータは物理的な信号を扱い、データとして解釈することはないため、OSI参照モデルにおける物理層として扱われる。
OSI参照モデルには、物理層、データリンク層...とlayer レイヤ（層）が複数ある、とされ、下のほうの層からいくつか、それぞれの（抽象的）レイヤーに対応する具体的な機器があるわけだが、物理層と対応関係にある具体的な機器が「repeater リピーター」（repeater hub リピーターハブ）である。
リピータが扱う信号には有線通信における電気信号、光信号や無線信号がある。

### イーサネットにおけるリピータ
イーサネットにおける機器としてのリピータは、10BASE-2や10BASE-5、10BASE-Tの時代に普及した。リピータは複数のセグメント間を中継する中継器の役割を果たした。リピータは電気信号をそのまま中継し、データの解釈や交通整理を一切行わないため、リピータにより結合されたセグメントは単一のコリジョンセグメントを構成する。
10BASE-Tにおいてはリピータハブ（シェアードハブ）であり、これは1つのポートから来た信号を増幅などしてそのまま他の全てのポートに送出する機能を備えていた。